# Pudding di pane e burro
Il pudding di pane e burro (dall'inglese bread and butter pudding) è un pudding tipico della cucina britannica.
Dopo aver sovrapposto delle fette di pane imburrato guarnite con uva passa in una teglia da forno, viene versata una miscela di crema a base di uova e latte (o panna) e condita con noce moscata, vaniglia o altre spezie. Viene poi cotto in forno e servito. Negli Stati Uniti è talvolta noto come cold bread pudding.

## Storia
I pudding di pane e burro venivano originariamente nominati whitepot e contenevano midollo osseo o burro. Si presume che quando i whitepot venivano preparati usando il riso al posto del latte questi avrebbero dato origine ai rice pudding britannici.

Tuttavia, la prima vera e propria pubblicazione di una ricetta sul pudding di pane e burro si trova in The Compleat Housewife del 1728 di Eliza Smith. Essa riporta:
Nel 1845, la scrittrice di gastronomia Eliza Acton suggerì di insaporire il pudding con "scorza di limone e mandorle amare o cannella, se preferite, con una pinta di latte nuovo" per poi aggiungere panna e zucchero addensata con uova sbattute. La sua ricetta richiede anche di aggiungere un bicchiere di brandy nella miscela.

## Alimenti simili e varianti
Alcune persone possono servire il pudding al burro e pane con crema pasticcera o crema, sebbene sotto la crosta esso sia abbastanza umido da poter essere mangiato senza l'accompagnamento di salse. Il dolce può essere insaporito con confetture ai frutti di bosco o altre conserve dolci e scorze di arancia o limone che daranno al piatto un sapore caratteristico. Altre varianti moderne includono l'uso di uva fresca tra gli strati di pane oppure l'uso di mele che vengono fatte sciogliere nella miscela di latte e uova. Sebbene il pudding di pane e burro venga comunemente cucinato con il pane raffermo, sono state cucinate varianti utilizzando dei tipi di pane insoliti come, ad esempio, le brioche. Un piatto simile popolare in Egitto è l'Umm Ali, che contiene pistacchi ed è privo di uova.